# Kampeters Kolk
Kampeters Kolk ist ein Naturschutzgebiet in der Senne auf dem Gebiet der Stadt Bielefeld. Es wird mit der Nummer BI-026 geführt und dient der Erhaltung eines nährstoffarmen Heideweihers mit angrenzenden Feuchtwiesen, Seggenriedern,
Röhrichten, Weiden-Faulbaumgebüschen und deren seltenen Tier- und Pflanzenarten.

## Lage und Charakteristik
Der Weiher liegt unweit der  Georg-Müller-Grundschule Senne (ehemals Grundheider Schule). An seiner Ostflanke verläuft die Buschkampstraße. Bereits 1932 wurde der Weiher als Naturdenkmal ausgewiesen. 1993 wurde das Gelände mit einer Größe von 2,0 ha in den Rang eines Naturschutzgebietes erhoben. Entstanden ist der Weiher durch die Austorfung eines kleinen Heidemoores, das sich in einer abflusslosen Senke entwickelt hatte.

## Vegetation
Aufgrund der zahlreichen Seerosen (Nymphaea alba), die einstmals die Wasserfläche zierten, wurde Kampeters Kolk im Volksmund früher auch „Rosenteich“ genannt.
Früher wies das Gewässer eine ganze Reihe von oligotraphenten Arten auf, darunter:
- Glockenheide (Erica tetralix)
- Moosbeere (Vaccinium oxycoccus)
- Rosmarinheide (Andromeda polifolia)
- Rundblättriger Sonnentau (Drosera rotundifolia)
- Schmalblättriges Wollgras (Eriophorum angustifolium)
- Vielstängelige Sumpfbinse (Eleocharis multicaulis)

Ursprünglich nährstoffarm, ist der Weiher mittlerweile durch die Einleitung von Abwässern und Nährstoffen aus der nahen Umgebung vollkommen eutrophiert. Die noch 1968 festgestellten Vorkommen von Weißer Seerose (Nymphaea alba), Lungen-Enzian (Gentiana pneumonanthe) und Fieberklee (Menyanthes trifoliata) sind seit langem erloschen. Im Gewässer laicht die Knoblauchkröte.